# Епархия Госпич-Сень
Епархия Госпич-Сень (хорв. Gospićko-senjska biskupija) — католическая епархия латинского обряда в Хорватии с центром в городе Госпич. Входит в состав митрополии Риеки. Латинское название — Dioecesis Gospiciensis-Seniensis.

## История
Епархия в городе Сень основана в 1169 году. В 1969 году Сеньская епархия объединена с диоцезом Риеки и повышена в статусе до архиепархии-митрополии, после чего стала носить название «архиепархия Риека-Сень». 25 мая 2000 года переименована в архиепархию Риеки, а город Сень стал одним из двух центров новой епархии Госпич-Сень, суффраганной по отношению к риекской митрополии.
По данным на 2014 год в епархии насчитывалось 66 172 католика (84,0 % населения), 51 священник и 85 приходов. Кафедральным собором епархии является собор Благовещения Пресвятой Девы Марии в Госпиче. Сокафедральным собором служит собор Вознесения Пресвятой Девы Марии (хорв.) в Сене. С момента создания епархии в 2000 году и до 2016 года епархию возглавлял епископ Миле Богович, с 3 июня 2016 года епархию возглавил Зденко Крижич.